# Az én kék egem
Az én kék egem (alternatív cím: 'Kamutanú', eredeti címe: My Blue Heaven) 1990-ben bemutatott vígjáték Steve Martin,  Joan Cusack és Rick Moranis főszereplésével.
Kapcsolat fedezhető fel e film és a Nagymenők között: mindkét film a bűnöző, Henry Hill életén alapult, akit ebben a filmben „Vincent 'Vinnie' Antonelli”-nek neveznek. A Nagymenők története Nicholas Pileggi könyvén, a Wiseguy-on alapul, míg Az én kék egem forgatókönyvét Pileggi felesége, Nora Ephron írta.
A forgatás nagyrészt a kaliforniai San Luis Obispo városban és környékén történt, bár a film történetében ez San Diego egyik kitalált kertvárosa. Néhány jelenetet San Diegóban forgattak.

## Cselekménye
Vincent "Vinnie" Antonelli (Steve Martin) valamikori olasz maffiózó hajlandó tanúvallomást tenni, ezért az FBI a feleségével együtt egy kertvárosban lévő házban helyezi el a tanúvédelmi program keretében. Természetesen új személyazonosságot kapnak, és az államtól fizetést. Kapcsolattartójuk az FBI ügynöke, Barney Coopersmith (Rick Moranis). Vinnie és Barney hamarosan hasonló helyzetben találják magukat: mindkettőt elhagyja a felesége, így lassanként barátság alakul ki közöttük.
Vinnie egyetlen feladata az lenne a bírósági tárgyalásig hátralévő hetekben, hogy feltűnés nélkül meghúzza magát, ő azonban képtelen erre, és már az első nap „kölcsönvesz” egy autót és néhány palack szeszesitalt, ezért őrizetbe veszik. Coopersmith minden balhéjából kimenti, mivel a vallomása fontosabb, mint az apróbb kihágások, amiket elkövet. A helyi helyettes államügyész, Hannah Stubbs (Joan Cusack) azonban minden ügyét komolyan veszi, és igyekszik a törvény betűjét betartatni.
Barney Coopersmith és Hannah Stubbs között vonzalom alakul ki, azonban Vinnie-vel kapcsolatban ellentétes álláspontot képviselnek, ezért hamar ellentét alakul ki köztük.

## A film készítése
Eredetileg Steve Martin Barney Coopersmith szerepét játszotta volna, és Arnold Schwarzenegger játszotta volna  Vinnie Antonelli szerepét. Nem sokkal később azonban Schwarzenegger ajánlatot kapott az Ovizsaru címszerepének eljátszására és elhagyta a produkciót. Mivel nem volt más, aki alkalmas lett volna "Vinnie" szerepére, ezért Steve Martin felajánlotta, hogy ő eljátssza a figurát. A producerek egyetértettek, és felvették Rick Moranist az FBI-ügynök szerepére.

### Szereposztás
- Steve Martin – Vincent 'Vinnie' Antonelli (Maros Gábor)[2]
- Rick Moranis – Barney Coopersmith (Harsányi Gábor)
- Joan Cusack – Hannah Stubbs (Herczeg Csilla)
- Melanie Mayron – Crystal
- Bill Irwin – Kirby
- Carol Kane – Shaldeen
- William Hickey – Billy Sparrow/Johnny Bird
- Deborah Rush – Linda
- Daniel Stern – Will Stubbs, Hannah elvált férje
- Jesse Bradford – Jamie
- Corey Carrier – Tommie
- Seth Jaffe – Umberto Mello
- Robert Miranda – Lilo Mello
- Ed Lauter – Underwood
- Julie Bovasso – Vinnie anyja
- Colleen Camp – Dr. Margaret Snow Coopersmith, aki elválik férjétől
- Gordon Currie – Wally Bunting
- Raymond O'Connor – Dino
- Troy Evans – Nicky
- Dick Boccelli – Rocco
- Ron Karabatsos – Ritchie
- Tony DiBenedetto – Benny
- Melissa Hurley – Angela
- Leslie Cook – Marie
- Darren Chuckry – Szupermarket menedzser
- Duke Stroud – Szupermarket alkalmazott
- Carol Ann Susi – Filomena
- Frankie Gio – Gaetano
- Joel Polis – államügyész
- Larry Block – védőügyvéd
- Arthur Brauss – bíró
- Greta Blackburn – légikísérő
- Eva Charney – légikísérő
- Ellen Albertini Dow – apáca
- David Knell – Checker
- John Harnagel – Motel menedzser
- LaWanda Page – Hotel szobalány

## Fogadtatás
A film jól teljesített a pénztáraknál 23 millió dolláros bevétellel, de a kritikusok többnyire hidegen fogadták. A New York Times szerint „Igazán vicces ötlet, és csalódást keltő megvalósítás.” A kábeltelevíziók ismétlései az évek során azonban azt mutatják, hogy a filmet kedvelik a nézők.

## A filmben elhangzó dalok
- My Blue Heaven
  - Zene: Walter Donaldson – szöveg: George A. Whiting – előadó: Fats Domino
- Surfin' USA
  - Zene: Chuck Berry és Brian Wilson – előadó: The Beach Boys
- Stranger in Paradise
  - Zene:  Robert Wright és George Forrest – előadó: Tony Bennett
- I Can't Help Myself (Sugar Pie Honey Bunch)
  - Zene: Brian Holland, Lamont Dozier és Eddy Holland – előadó: Billy Hill (zenekar)
- The Boy from New York City
  - Zene: John T. Taylor és George Davis – előadó: The Ad Libs
- New York, New York
  - Zene: Fred Ebb és John Kander
- Take Me Out to the Ball Game
  - Zene: Albert von Tilzer és Jerry Northworth
- The Star-Spangled Banner (az Egyesült Államok himnusza)
  - előadó: Egyesült Államok tengerész zenekara

## Fordítás
Ez a szócikk részben vagy egészben  a   My Blue Heaven (1990 Film) című angol Wikipédia-szócikk fordításán alapul.  Az eredeti cikk szerkesztőit annak laptörténete sorolja fel. Ez a jelzés csupán a megfogalmazás eredetét és a szerzői jogokat jelzi, nem szolgál a cikkben szereplő információk forrásmegjelöléseként.